# دستكن
دستكن هي قرية في مقاطعة أصفهان، إيران. في تعداد عام 2006، لوحظ وجودها، ولكن لم يتم الإبلاغ عن سكانها.